# Église Saint-Martin-sur-Renelle (Rouen)
Pour les articles homonymes, voir Église Saint-Martin.
L’église Saint-Martin-sur-Renelle est une église paroissiale disparue de Rouen.

## Historique
A l'origine simple oratoire rural construit en bois, L'église Saint Martin sur Renelle fut partiellement reconstruite dans la première moitié du XVIe siècle. Le chœur, assez élevé, montrait un chevet polygonal, et était prolongé par une nef plus basse, dont le portail avait été élevé seulement sous Louis XV.
L'église se composait d'une nef centrale et de deux collatéraux. Le portail, sur la rue Sénécaux, était flanqué au sud-ouest par une tour carrée surmontée d'une flèche quadrangulaire. L'orgue se trouvait sur le portail.
Les voutes, initialement prévues en pierre, ne furent édifiées qu'en bois. De même, les arcs-boutants restèrent à l'état d'ébauche.
L'église fut fermée le 30 avril 1791. Elle est vendue le 8 septembre 1792 à un négociant, Joseph-David-Dominique Béhic, et désaffectée.
Au XIXe siècle, les collatéraux furent aménagés en habitations et boutiques, la nef en remise à voitures.
Assez bien conservée jusqu'alors, elle a été détruite en 1861, lors du percement de la rue Jeanne-d'Arc. 
Elle avait conservé une partie de ses verrières d'origine, qui ont été remontées dans l'église Saint Romain.
Elle était située à hauteur du 55 rue Jeanne d'Arc, entre les rues des Bons-Enfants et Ganterie.
À l'instar de l'église Saint-Jean-sur-Renelle, son nom rappelle le cours d'eau de la Renelle (disparu) qui suivait l'actuelle rue Jeanne-d'Arc.

## Mobilier
Des vitraux ont été déplacés dans l'église Saint-Romain. La cuve en marbre des fonts baptismaux a été transportée dans l'église Saint-Ouen et un panneau de boiserie représentant saint Jean baptisant le Christ est dans l'église Saint-Patrice.